# Филиповци (Перникская область)
Филиповци (болг. Филиповци) — село в Болгарии. Находится в Перникской области, входит в общину Трын. Население составляет 163 человека.

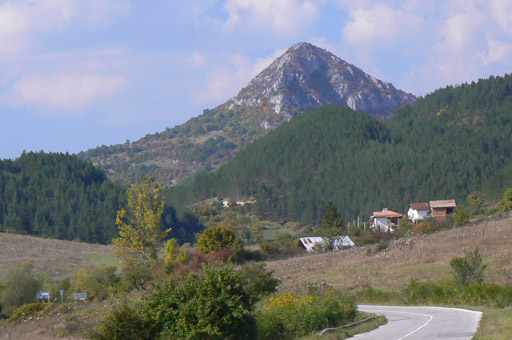

## Политическая ситуация
Филиповци подчиняется непосредственно общине и не имеет своего кмета.
Кмет (мэр) общины Трын — Станислав Антонов Николов (Граждане за европейское развитие Болгарии (ГЕРБ)) по результатам выборов в правление общины.